# Kode9
Steve Goodman (Glasgow), beter bekend onder zijn artiestennaam Kode9, is een Schotse dubstep-artiest, diskjockey en eigenaar van het platenlabel Hyperdub. Als DJ werkt hij voor een Londense piratenzender, Rinse FM genaamd. In samenwerking met The Spaceape, die in werkelijkheid Stephen Samuel Gordon heet, bracht hij in 2006 zijn debuutalbum Memories of the Future uit.
Steve Goodman is doctor in de filosofie en publiceerde in 2009 het boek Sonic Warfare: Sound, Affect, and the Ecology of Fear.

## Discografie
- 2006 - Memories of the Future
- 2011 - Black Sun